# Mamoea
Mamoea es un género de arañas araneomorfas pertenecientes a la familia Amphinectidae. Se encuentra en Nueva Zelanda.

## Especies
Según The World Spider Catalog 12.0:
- Mamoea assimilis Forster & Wilton, 1973
- Mamoea bicolor (Bryant, 1935)
- Mamoea cantuaria Forster & Wilton, 1973
- Mamoea cooki Forster & Wilton, 1973
- Mamoea florae Forster & Wilton, 1973
- Mamoea grandiosa Forster & Wilton, 1973
- Mamoea hesperis Forster & Wilton, 1973
- Mamoea hughsoni Forster & Wilton, 1973
- Mamoea inornata Forster & Wilson, 1973
- Mamoea mandibularis (Bryant, 1935)
- Mamoea maorica Forster & Wilton, 1973
- Mamoea montana Forster & Wilton, 1973
- Mamoea monticola Forster & Wilton, 1973
- Mamoea otira Forster & Wilton, 1973
- Mamoea pilosa (Bryant, 1935)
- Mamoea rakiura Forster & Wilton, 1973
- Mamoea rufa (Berland, 1931)
- Mamoea unica Forster & Wilton, 1973
- Mamoea westlandica Forster & Wilton, 1973